# Los Gavilanes (zarzuela)
Los gavilanes es una zarzuela en tres actos y cinco cuadros en prosa, con música de Jacinto Guerrero y libreto de José Ramos Martín. Se estrenó el 7 de diciembre de 1923 en el Teatro de la Zarzuela de Madrid.

## Personajes
| Personaje                                         | Tesitura     | Reparto del estreno, 7 de diciembre de 1923 |
| ------------------------------------------------- | ------------ | ------------------------------------------- |
| Adriana, antigua novia de Juan y madre de Rosaura | mezzosoprano | Emilia Iglesias                             |
| Rosaura, novia de Gustavo pretendida por Juan     | soprano      | Eugenia Zúffoli                             |
| Juan, indiano que regresa a su hogar              | barítono     | Emilio García Soler                         |
| Gustavo, novio de Rosaura                         | tenor        | Emilio Vendrell                             |
| Triquet, jefe de la guardia                       | actor cómico | Ramón Peña                                  |
| Clariván, alcalde                                 | actor cómico | José Bódalo                                 |

## Argumento
La acción se desarrolla en una aldea de la Provenza (pero bien podría ser en España) en el año 1845.

### Acto 1
Juan, un indiano que ha hecho fortuna en Perú regresa a su pueblo provocando una gran conmoción, ya que todos le creían muerto.
El hermano, la cuñada y las sobrinas de Juan reciben caros regalos y joyas, de las cuales hacen ostentación. Ahora el alcalde del pueblo es Clariván, un antiguo rival de Juan, pero que quiere hacer ver que es un gran amigo suyo para que pague las obras que necesita el pueblo.
Juan confiesa a unos pocos que no vio motivos para volver al enterarse de que Adriana, su gran amor, se había casado con otro. Ahora Adriana es viuda, pobre y con una joven hija, Rosaura.

### Acto 2
Juan anuncia que quiere casarse con Rosaura, la hija de su antiguo amor, lo que provoca un escándalo. El alcalde y el gendarme piensan que es un viejo verde.

### Acto 3
Juan ha pagado todas las deudas de la familia de Rosaura, para que esté en deuda con él. El alcalde y el gendarme comienzan a llamarle con desprecio "el gavilán", pues ha cazado a una paloma. Rosaura está enamorada de un chico de su edad y piensan en fugarse, son sorprendidos por Juan, quien se da cuenta de lo miserable que ha sido y deja en paz a la joven pareja, ganándose el respeto de todo el pueblo.